# Thomas Addis
Vous pouvez aider à l'améliorer ou bien discuter des problèmes sur sa page de discussion.
- Il ne cite pas suffisamment ses sources. Vous pouvez indiquer les passages à sourcer avec {{référence nécessaire}} ou {{Référence souhaitée}}, et inclure les références utiles en les liant aux notes de bas de page. (Marqué depuis avril 2024)
- Certaines informations devraient être mieux reliées aux sources mentionnées dans la bibliographie ou les liens externes. Améliorez sa vérifiabilité en les associant par des références. (Marqué depuis avril 2024)

- Archive Wikiwix
- Bing
- Cairn
- DuckDuckGo
- E. Universalis
- Gallica
- Google
- G. Books
- G. News
- G. Scholar
- Persée
- Qwant
- (zh) Baidu
- (ru) Yandex
- (wd) trouver des œuvres sur Wikidata

Thomas Addis Jr, né le 27 juillet 1881 et mort le 4 juin 1949, est un médecin et scientifique écossais originaire d'Edinbourg, connu principalement pour ses contributions à la compréhension du phénomène de la coagulation sanguine. Il est aussi un pionnier de la néphrologie, et il a contribué à la compréhension de l'hémophilie. 

## Biographie
Thomas Addis Jr était le fils de Thomas Chalmers Addis, greffier de l'Inland Revenue (organisme britannique responsable de la collecte des taxes), et de Cornelia Beers-Campbell. Ils se sont mariés en 1880 à Hoboken (Etats-Unis) mais Addis est né à Edinbourg.[réf. nécessaire]
Il étudie la médecine à Edinbourg et est diplômé d'un doctorat en 1908. 
En 1911 il se voit offrir une chaire à l'université de Stanford, qu'il occupera jusqu'à sa mort en 1949. 
Il épouse Elesa Bolton Partridge en 1913. Le couple a deux filles.
A la fin de sa carrière, l'université de Stanford privera Addis de son laboratoire, surtout à cause de ses opinions politiques, orientées à gauche. Il soutient les républicains lors de la guerre civile espagnole, et était président d'une association visant à aider les réfugiés du régime de Franco. Il a aussi visité l'URSS en 1935, et est revenu très impressionné par l'avancement du pays en médecine, et dans les soins hospitaliers. Il était ami avec Harry Bridges, dont il partageait nombre d'idées. Il était aussi président d'une association visant à créer une sécurité sociale aux Etats-Unis. Peu avant sa mort, il sera expulsé de l'American Medical Association, car il avait refusé de payer son abonnement annuel, pour protester contre l'absence d'une assurance santé accessible à tous dans les programmes du président Truman.[réf. nécessaire]

## Travaux scientifiques
Pionnier de la néphrologie, il a aidé Linus Pauling à vaincre sa grave forme de la maladie de Bright, considéré alors comme incurable. Il l'a notamment aidé en lui proposant un régime faible en protéines, et privé de sel, ainsi que des prescriptions de vitamines et sels minéraux. Ce régime était à l'époque inhabituel bien qu'il soit maintenant largement accepté par la communauté médicale. On lui doit aussi les premières cartes modernes du rein, et il a aussi créé un moyen de mesurer le nombre de globules rouges, blancs et de différents composants du sang par l'analyse de l'urine d'un patient. Il a considérablement promus l'utilisation des tests urinaires pour détecter des maladies.